# Eteokyperština
Eteokyperština je mrtvý předindoevropský jazyk mluvený na Kypru před řeckou kolonizací. Eteokyperština zanikla ve 4. století př. n. l.

## Písmo

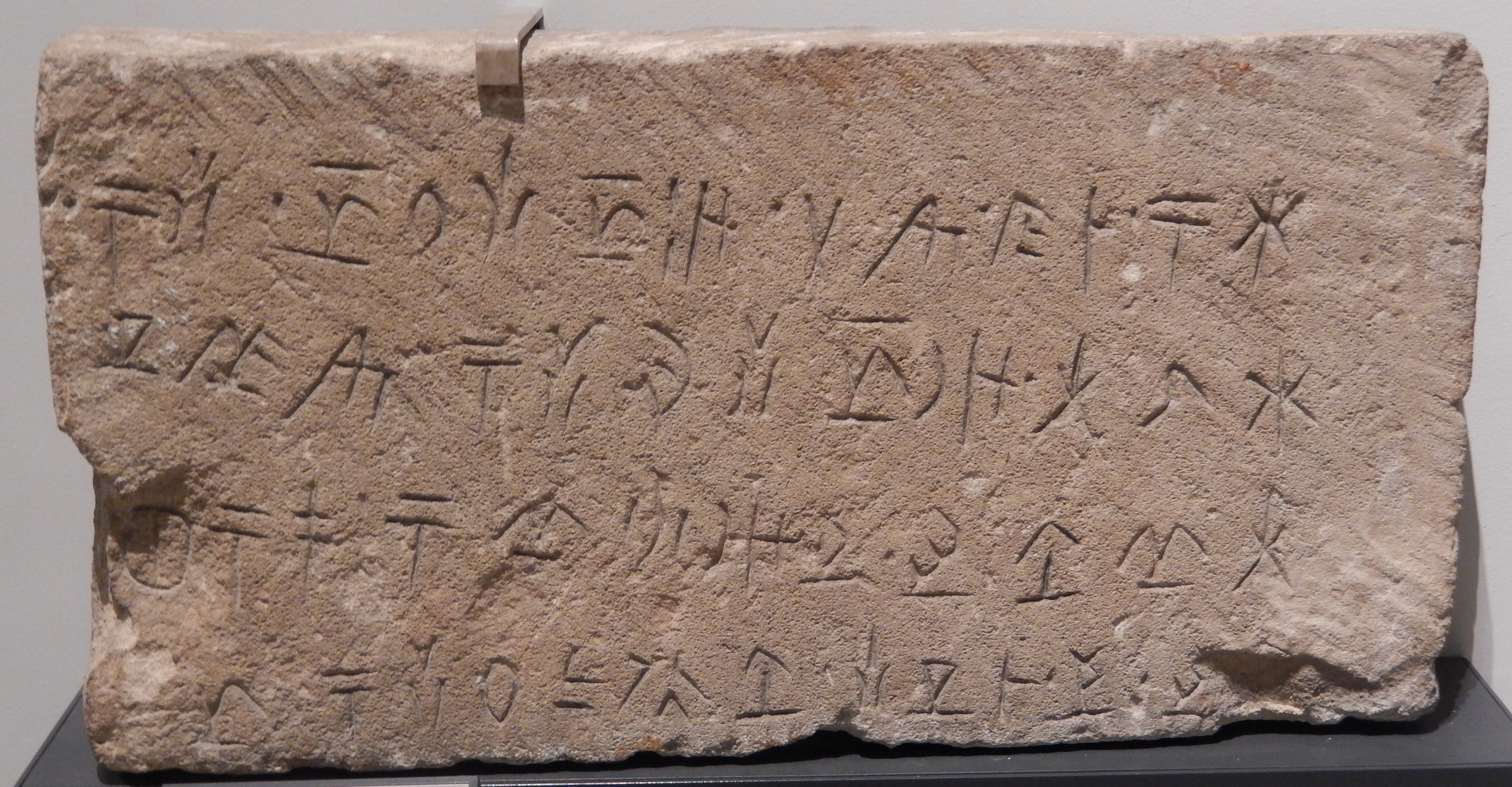
Nápis z Amathu

Eteokyperština se zapisovala kyperským písmem, které bylo ve 4. století př. n. l. nahrazeno řeckým písmem, které v druhé polovině 19. století rozluštil George Smith. Kyperské písmo se skládalo z 56 znaků.

## Příbuznost s jinými jazyky
O jazyku je k dispozici malé množství informací, zejména z dvojjazyčných nápisů. Gramatika jazyka je neznámá. Vzhledem k těmto skutečnost je zařazení eteokyperštiny do jazykové klasifikace velice složité. Evidentně se však nejedná o indoevropský jazyk. Byla navrhována možná příbuznost s jinými vymřelými jazyky, např. lemnoštinou, urartšinou či churritštinou. Též byla navrhována možná existence předindoevropské egejské jazykové rodiny, zahrnující spolu s eteokyperštinou také eteokrétštinu a lemnoštinu.

## Dochované nápisy
Hlavním zdrojem informací o eteokyperštině jsou nápisy ve starověkém městě Amathus. Kromě nich je dochováno několik nápisů ve městě Athienou.

### Nápis v Amathu
Nápis z akropole v Amathu byl nalezený roku 1913. Byl napsán na černé mramorové desce. Deska pochází přibližně z roku 600 př. n. l. a je psána dvojjazyčně - eteokypersky a řecky, díky čemuž se podařilo rozluštit několik eteokyperských slov. Zatímco řecké písmo se psalo zleva doprava, tak eteokyperské písmo se psalo zprava doleva.
Text byl převeden do latinky takto:
- Anmatoriumi esai muklai lasna Aristonse Artowanaks koose
- Kera kertulose takna[??]osti aloka ilipoti.

Řecký text uvádí:
- Η ПΟΛΙΣ Η АΜАΘΟΥΣΙΩΝ ΑΡΙΣΤΩΝΑ
- ΑΡΙΣΤΩΝΑΚΤΟΣ ΕΥΠΑΤΡΙΔΗΝ

Překlad dle Cyra Gordona:
- Město Amathusanů (poctěno) vznešeným Aristonem (syn) Aristonaxe.[pozn. 1][3]